# Неврюево
Неврюево — деревня в Судогодском районе Владимирской области России, входит в состав Вяткинского сельского поселения.

## География
Деревня расположена в 9 км на юго-запад от центра поселения деревни Вяткино, в 16 км к югу от Владимира и в 35 км к северо-западу от райцентра Судогды.

## История
В конце XIX — начале XX века деревня входила в состав Погребищенской волости Владимирского уезда. В 1859 году в деревне числилось 20 дворов, в 1905 году — 61 дворов, в 1926 году — 76 хозяйств и начальная школа.
С 1929 года деревня входила с состав Улыбышевского сельсовета Владимирского района, с 1965 года — Судогодского района, с 2005 года — в составе Вяткинского сельского поселения.

## Население
| 1859 | 1905 | 1926 |
| ---- | ---- | ---- |
| 133  | 334  | 366  |

| 1859 | 1905 | 1926 | 2002 | 2010 | 2021 |
| ---- | ---- | ---- | ---- | ---- | ---- |
| 133  | ↗334 | ↗366 | ↘15  | →15  | ↗23  |